# 164,7 mm/45 Model 1887
164,7 mm/45 Model 1887 — 164,7-миллиметровое корабельное артиллерийское орудие, разработанное и производившееся в Франции. Состояло на вооружении ВМС Франции. Им был вооружён броненосный крейсер «Дюпюи-де-Лом».

## Конструкция
Орудия изготавливались по скреплённой технологии. Относительно тонкостенная внутренняя труба на всем протяжении скреплялась цилиндрами. Затвор поршневой с секторной нарезкой. Пушки на крейсере устанавливались в одноорудийных башнях небольшого размера. Погоня за малым размером и весом привела к тому, что башни были не сбалансированы. Это потребовало ввести специальный станок с гидравлическим приводом вертикального наведения. Степень механизации была незначительной, большинство операций, включая заряжание, производились вручную. Тем не менее, башни и орудия продемонстрировали в ходе эксплуатации высокую степень надёжности.
В боекомплект первоначально входили чугунные снаряды весом 45 кг, содержавшие 2,1 кг пороха. В дальнейшем ввели стальные бронебойные снаряды весом 54,9 кг, содержавшие 0,97 кг мелинита и полубронебойные снаряды, начинённые 3,1 кг мелинита.